# Dobrina, Šentjur
Dobrina (phát âm [dɔˈbɾiːna]) là một khu định cư thuộc đô thị Šentjur, miền đông Slovenia. Khu định cư, cũng như toàn bộ đô thị này, được bao gồm trong vùng thống kê Savinja, mà nó nằm trong phân vùng Slovenia của Công quốc lịch sử Styria. Dobrina bao gồm các thôn Brode, Drenovc, Glažuta, Hrastje, Svetilka, và Žusem.

## Tên gọi
Dobrina lần đầu tiên được đề cập đến trong các nguồn văn bản vào khoảng năm 1480 qua các tên gọi như Dobring, Dobryn, và Dobrin. Tên gọi được bắt nguồn từ tên cá nhân rút gọn *Dobrъ và do đó ý nghĩa thực sự của nó là 'làng của Dobrъ'. Tên gọi cho người *Dobrъ được dựa trên tính từ Slavic *dobrъ 'tốt'.
Thôn Žusem được chứng thực lần đầu tiên vào năm 1202 với tên gọi Sůzzenheim (cũng như với tên gọi Sůzzenhaim vào năm 1208). Tên gọi Slovene bắt nguồn từ Mittelhochdeutsch, theo đó cũng mang tên tiếng Đức vào thế kỷ 19, Süssenheim. Tên gọi là một từ ghép trong tiếng Mittelhochdeutsch süze 'ngọt' + heim 'ngôi nhà, nhà ở, nhà'.

## Lịch sử
Cho tới tận Thế Chiến Thứ Hai, thôn Žusem là một khu định cư độc lập. Cùng với Lâu đài Žusem (tiếng Đức: Süssenheim), nó là một ấp của Krško. Nó từng thuộc về Lãnh chúa Süssenheim từ 1203 cho tới 1478, với một giai đoạn sở hữu ngắn hạn bởi Bá tước Celje. Về sau này, nó trở thành tài sản của các thống đốc hoàng gia; Leopold Fieglmüller đã cho san bằng lâu đài vào năm 1876.

## Nhà thờ
Nhà thờ giáo xứ địa phương, được xây dựng trên một ngọn đồi về phía nam của Lâu đài Žusem, một lâu đài thế kỷ thứ 12 bị bỏ hoang vào năm 1871, được biết đến với tên gọi Nhà thờ Žusem. Nó được xây dựng để dâng hiến cho Thánh Valentine và thuộc về Giáo phận Công giáo La Mã Celje. Nó được xây dựng vào đầu thế kỷ thứ 18 trên địa điểm tiền thân có từ thế kỷ 16. Gác chuông có niên đại từ năm 1894. Ngay bên cạnh nó là một nhà thờ thứ hai, được xây dựng để dâng hiến cho Thánh James (tiếng Slovene: sveti Jakob). Nó là một toà nhà theo phong cách Gothic từ giữa thế kỷ thứ 15 với gác chuông từ thế kỷ thứ 17.